# Ядрен реактор
Ядреният реактор е устройство, в което се задействат, управляват и поддържат ядрени верижни реакции (за разлика от ядрената бомба, където подобни реакции се предизвикват за част от секундата и са изцяло неуправляеми). Ядрените реактори се използват за много цели, най-значимата от които е произвеждането на електричество. Изследователските реактори се използват за произвеждане на радиоизотопи и за лъчеви експерименти със свободни неутрони.
Всички промишлени ядрени реактори са базирани на делене на ядрата. Мненията за безопасността им са противоречиви: смятат се за проблематични заради рискове, свързани с безопасността и здравето. Обратното, други смятат произвеждането на ток чрез ядрени реактори за безопасен и екологично чист метод, в сравнение с другите разработени дотогава.
Термоядреният синтез е технология, базирана на съединяване на леки ядра, вместо на делене. Ядрен синтез се наблюдава при неконтролирана реакция във Водородната бомба, а контролирана – главно при изследователски реактори от типа токамак.
Съществуват други устройства, в които се използват контролирани ядрени реакции – радиоизотопни термоелектрически генератори и ядрени батерии, които произвеждат топлина и енергия, като използват пасивно радиационно разлагане.

## История
Въпреки че човечеството е „опитомило“ ядрените сили, ядрени реакции са се случвали постоянно от само себе си. 15 природни реактора са намерени в три отделни рудни депозита в мината Окло в Габон, Западна Африка. Открити първо от френския физик Франсис Перин, те са познати като „Фосилните реактори в Окло“. Тези реактори са работили преди 2 милиарда години в продължение на няколкостотин хиляди години със средна мощност за този период около 100 kW. Също така звездите произвеждат светлинно, топлинно и други излъчвания чрез термоядрен синтез. Концепцията на природните ядрени реактори е формулирана за пръв път през 1956 година от Пол Курода от Канзаския университет. Енрико Ферми и Лео Силард от чикагския университет са първите, създали ядрен реактор и демонстрирали контролирана ядрена реакция на 2 декември 1942. През 1955 споделят патент № 2708856 за ядрения реактор.
Първите ядрени реактори са използвани за производство на плутоний за ядрени оръжия. Други ядрени реактори се използват във флота за задвижване на подводници и самолетоносачи.
В средата на 50-те години на 20 век както Съветския съюз, така и западните държави разширяват ядрените си изследвания, за да открият мирна употреба на атома. Все пак както военните, така и повечето от мирните изследвания са пазени в тайна. На 20 декември 1951 г. е произведено за първи път електричество чрез ядрен реактор в Experimental Breeder Reactor I (EBR-I) близо до Арко, Айдахо. На 26 юни 1954 г. в 5:30 сутринта първата в света ядрена електроцентрала е започнала работа в Обнинск, област Калуга в СССР. Мощността ѝ от 5MW е достатъчна да захрани 2000 домакинства. Първата ядрена електроцентрала с масови функции – Колдър Хол (Calder Hall), Великобритания, е пусната в експлоатация на 17 октомври 1956 г. Друг ранен реактор бил реакторът Шипингпорт в Пенсилвания (1957 г.) Още преди инцидента на Тримилния остров (Three Mile Island accident) през 1979 г., поръчките за нови реактори в САЩ са прекратени по икономически причини, главно поради удълженото време за построяване. От 1978 г. насам не е поръчвано построяването на нови реактори, макар това да може да се промени.
За разлика от инцидента през 1979 г., инцидентът в Чернобил през 1986 г. не увеличава рестрикциите на западните реактори. Това е, защото причината е несигурната конструкция на чернобилските реактори. Този инцидент рефлектира върху политиката на държавите в Европа относно ядрените реактори. През 1987 г. в Италия се провежда референдум, който довежда до затварянето на 4-те им ядрени централи.
През 1992 г. атомна централа в САЩ е ударена директно от урагана Андрю, нанасяйки щети за над 90 млн. долара. Ураганът засяга главно воден резервоар и един от комините, но разпространение на радиация няма.
Първата организация, разработила използваем реактор – Американският флот, е единствената организация с чисто от инциденти досие. Това е може би заради стриктните изисквания на адмирал Химан Риковър, който е водеща сила във въвеждането на ядреното задвижване на морски съдове. Американският флот е използвал ядрените реактори повече от всяка друга организация, с изключение на Съветския флот, без да има известни големи инциденти. Американски подводници – USS Scorpion и USS Thresher са потънали, макар причините за това да не са в техните ядрени реактори и местоположението им е известно, така че опасността от радиационно замърсяване се счита за ниска.

## Атомната енергия в производството на електричество
Атомната енергия от реакторите обикновено се използва за производство на електрическа енергия. Това обикновено се постига чрез стандартен метод, който включва използването на топлината от ядрения реактор за задвижването на парни турбини. Атомната енергия е привлекателна заради относително малките количества гориво, които се използват за производството на огромни количества електричество с почти никакво отделяне на въглероден диоксид.
Атомната енергетика е спорна, защото произвежда радиоактивни отпадъци. Инцидентите с тях, макар и вероятността да се случат да е минимална, могат да доведат до катастрофални последици, като глобално замърсяване с радиация. Модерните реактори са проектирани така, че да използват обеднени ядрени горива и ядрена експлозия е практически невъзможна.

## Бъдещето на индустрията
Много държави либерализират енергийния си пазар и така редица рискове, свързани със строежа на АЕЦ, вече се носят от инвеститорите, а не от крайните потребители, както е било до момента при регулиран и (държавно) монополен енергиен пазар. Рискове като оскъпяване на проекта, промяна на цената на горивото, неизпълнение на сроковете за строеж и т.н., както и рискът от появяване на по-конкурентен енергиен източник, дотогава бяха прехвърляни изцяло върху потребителите. При либерализирания пазар на енергия това вече е невъзможно, което изцяло променя икономическата обосновка на атомната електроцентрала. Затова и огромна част от планираните и строящите се АЕЦ се извършва в държави с изцяло регулиран енергиен пазар с държавен енергиен монопол като Русия и Китай. Все пак има и демократични страни, които активно продължават развитието на ядрената си енергетика, напр. Франция и Финландия.
Провеждането на демократични избори също носи значителен риск пред инвеститорите в ядрени реактори, защото по време на дългия строеж на АЕЦ протичат няколко изборни цикъла, след които държавната подкрепа за строеж на АЕЦ може да отслабне. Типичен пример за това е България и АЕЦ „Белене“.
Този риск много ясно проличава след аварията в АЕЦ „Фукушима I“, която предизвика съществени промени в ядрените програми на редица държави след обширен обществен натиск.
Германия затвори седем реактора непосредствено след аварията и прие план за окончателно спиране на всички реактори до 2022 г. Япония прие план за спиране на всички АЕЦ до 2040 г. , като този план може да бъде променен след изборите на 16.12.2012 г.Швейцария и Испания, както и Италия след проведен референдум , забраняват строежа на нови реактори. Мексико се отказва от планираните десет АЕЦ, като ги заменя с газови ТЕЦ. 
Допълнителните изисквания за сигурност след аварията във Фукушима също значително оскъпяват новите атомни централи. За да построи нови ядрени реактори, във Великобритания EDF за поискали гарантирана изкупна цена от поне 90 паунда/MWh , което е два пъти повече от текущите цени на тока на борсата.
Преди катастрофата във Фукушима във Швеция тече процес на цялостна промяна на гласуваната на национален референдум през 80-те години политика за прекратяване дейността на атомните си централи и се планира подновяване на съществуващите реактори . След аварията обществената подкрепа за ядрената енергетика се стопява до 27% срещу 64% против, което може да забави или спре напълно тези планове.
Въпреки това много страни остават активни в разработването на ядрени реактори. Япония, Китай и Индия разработват бързи и термални реактори, Южна Корея и САЩ – само термални, а Южна Африка и Китай разработват версии на реакторите с лещи.

## Устройство и принцип на работа
Превръщането на веществото е съпроводено с отделяне на свободна енергия само тогава, когато това вещество има запас от енергия. Това означава, че микрочастиците на веществото се намират в състояние на покой, с енергия по-голяма, отколкото в друго възможно състояние, в което е възможно да се извърши преход. Самопроизволният преход винаги е възпрепятстван от енергийна бариера, за чието преодоляване микрочастицата трябва да получи отвън известно количество енергия – енергия на възбуждането. Енергийната реакция се състои в това, че в последвалото след възбуждането превръщане се отделя по-голяма енергия, отколкото е нужна за възбуждане на процеса. Съществуват 2 начина за преодоляване на енергийната бариера: или за сметка на кинетична енергия на сблъскващите се частици, или за сметка на енергията на свързване на присъединяващата се частица.
Ако имаме предвид микроскопични мащаби на отделяне на енергия, то за възбуждане на реакцията, е необходимо кинетична енергия да имат всички частици на веществото. Това е достижимо само при повишаване на температурата на околната среда до стойности, при които енергията на топлинното движение се приближава до енергийния праг, ограничават течението на процеса. В случай на молекулярни превръщания, т.е. при химични реакции, това повишение е от порядъка на стотици келвини, а в случай на ядрени реакции то е минимум 107 келвина, заради много голямата височина на кулоновите бариери на сблъскващите се ядра. Топлинното възбуждане на ядрени реакции на практика се осъществява само при синтез на най-леки ядра, при които кулоновите бариери са минимални (термоядрен синтез). Възбуждането на присъединяващи се частици не изисква голяма кинетична енергия и следователно не зависи от температурата на средата, тъй като се получава за сметка на неизползваните връзки, присъщи на тези частици. И ако имаме предвид не отделна реакция, а получаването на енергия в макроскопични мащаби, то това е възможно само при възникване на верижна реакция. Тя възниква когато възбуждащите я частици се появяват като продукт на екзоенергийна реакция.
Горивото престоява в активната зона на реактора до достигане на определена дълбочина на изгаряне преди да бъде извадено и подменено. Този период се нарича кампания на горивото и в промишлените реактори може да продължи от 2 до 4 и повече години. Тенденцията е да се увеличава кампанията на горивото, за да се намалят престоите и разходите за презареждане. Това се постига от една страна с подобряване на физико-механичните качества на топлоотделящите елементи и горивото, а от друга (и най-съществена) с увеличаване на дълбочината на изгаряне на ядреното гориво.
Схематично устройство на хетерогенен реактор с топлинни неутрони.
1. Управляващи пръти
2. Биологична защита
3. Топлинна защита
4. Забавящо устройство
5. Ядрено гориво
6. Преносител на топлина

## Конструкция
Всеки ядрен реактор се състои от следните части:
- активна зона с ядрено гориво и забавящо устройство
- отражател на неутроните, обкръжаващ активната зона
- преносител на топлина (работно тяло)
- система за регулиране на верижната реакция, включваща аварийна защита (Система за управление и защита)
- радиационна (биологична) защита
- система за дистанционно управление

Основна характеристика на всеки реактор е неговата изходна мощност. Мощност от 1 MW съответства на верижна реакция, при която за 1 секунда протичат 3х1016 деления.

## Физически принципи на работа на реактора
Текущото състояние на ядрения реактор може да бъде характеризирано чрез коефициента на размножение на неутрони (k) или реактивността, които са свързани с формулата р=(k-1)/k. За тези величини са характерни съответните стойности:
- k>1 – верижната реакция нараства с времето, реакторът се намира в надкритично състояние и р>0.
- k<1 – реакторът затихва, той е под критичен р<0
- k=1, р=0 – броят ядрени деления е постоянен, реакторът се намира в стабилно критично състояние.

Условието за критичност на ядрения реактор:
k =k0w=1, където пси е частта от образуващите се в реактора неутрони, които се поглъщат в активната зона на реактора с цел избягване излизането на електрона от обема на реактора, а k0 е коефициент на размножаване на неутроните в активната зона на реактора. Приравняването на коефициента на размножаване на единица, се постига чрез балансиране на размножаването на неутроните с техните загуби. Причините за загуби са 2: неутрони, които не се делят, и неутрони, излезли извън зоната за размножение. Очевидно е, че при k<k0 отсечката в реален обем е по-голяма от отсечката в безкраен обем; затова, ако във веществото с даден състав k0<1, то верижна самоподдържаща се реакция е невъзможна както в безкраен, така и в краен обем.
Обемите на съвременните енергийни реактори достигат стотици кубични метри и се определят предимно не от условията за критичност, а от възможността на топлоотвода.
Критичният обем на ядрения реактор е обемът на активната му зона в критично състояние. Критичната маса е масата на делящото се вещество в реактора, намиращо се в критично състояние. Най-малка критична маса имат реакторите, в които гориво са водните разтвори на соли, на чисти делящи се изотопи, с водно отразяване на неутроните. За уран-235 тази маса е 0,8 kg, а за плутоний-239 – 0,5 kg. Теоретично, най-малка критична маса има калифорний-251, за когото тя е само 10 g. С цел намаляване на утечката на неутрони, активната зона е конструирана със сферична или близка до сферичната форма като цилиндър или куб, тъй като тези тела имат най-малко отношение на пълна повърхнина към обем. Ролята на бързите неутрони, независимо от формата на активната зона, е достатъчно голяма, което е направило възможно създаването на първите графитни реактори с естествен уран. За начало на верижните реакции обикновено са достатъчни неутрони, родени при спонтанно деление при ядрата на урана. Възможно е също използването на външен източник на неутрони за стартиране на реактора, например смеси от Ra, Be, Cf или други вещества.

## Материали
Материалите на реакторите трябва да работят при висока температура и при полета от неутрони, гама лъчи и остатъци от делението. Затова, за реакторостроенето са нужни материали с повишени изисквания. При избора им се отчита тяхната радиационна устойчивост, химична инертност, сечение на поглъщането и други свойства. Обвивките на реакторите се правят от материали с малко сечение на поглъщане, а за поглъщащи пръти се използват материали с голямо сечение на поглъщане. Това значително съкращава количеството пръти, нужно за управление на реактора.
Бързите неутрони, гама-лъчите и остатъците от делението повреждат структурата на веществото. Например, в твърдо вещество бързите неутрони избиват атоми от кристалната решетка или ги преместват. Вследствие на това се влошават пластичните свойства и топлопроводността на материалите. Сложните молекули под действие на излъчване се разпадат на по-прости молекули или на съставящите ги атоми. Например, водата се разлага на водород и кислород; това явление е известно под името радиолиза на водата.
Радиационната неустойчивост на материалите се отразява по-слабо при високи температури. Подвижността на атомите става толкова голяма, че вероятността избитите от кристалната решетка атоми да се върнат на своето място или рекомбинацията на водород и кислород във водородна молекула, значимо се увеличава. Реакторните материали контактуват помежду си. Естествено е, че контактуващите материали трябва да бъдат химично инертни (съвместими).
Като пример за несъвместимост могат да служат уран и гореща вода, които встъпват в химична реакция. При много материали якостните свойства рязко се влошават с увеличаване на температурата. В енергийните реактори конструкционните материали работят при високи температури. Това ограничава избора на тези материали, особено за тези детайли на реактора, които трябва да издържат и високо налягане.
Като цяло, основния материал за направа на реакторите са неръждаемата топлоустойчива хром-никелова стомана, цирконият, и материали, представляващи сплави на волфрама, ниобия, титана и иридия.

## Класификация
По характера на използването си реакторите се делят на:
- експериментални, предназначени за изучаване на физични величини, чието значение е необходимо за проектиране и експлоатация на ядрени реактори; мощността им не превишава няколко киловата.
- изследователски, в които потоците неутрони и гама-кванти, създавани в активната зона, се използват за изследвания в областта на ядрената физика, физиката на твърдото тяло, радиационната химия, биологията, за изследвания на материали, предназначени за работа в интензивни неутронни потоци, за производство на изотопи. Мощността им не превишава 100 MW.
- изотопни (оръжейни, промишлени) реактори се използват за изработка на изотопи, използвани в ядрените оръжия, например Pu 239.
- енергийни реактори – предназначени за получаване на електрическа и топлинна енергия, използват се в енергетиката за превръщане на морската вода в сладка, за силови установки на кораби и т.н. Мощността на съвременните реактори достига 3,5 GW.

По спектъра на неутроните реакторите се делят на:
- с топлинни неутрони
- с бързи неутрони – бридери, или реактори – размножители
- с междинни неутрони

Според разположението на горивото:
- Хетерогенни реактори, в които горивото се намира в активната зона, дискретно във вид на блокове, между които е разположена забавящата система.
- Хомогенни реактори, в които горивото и забавящата система представляват еднородна смес (хомогенна система).

Блоковете от ядрено гориво в хетерогенния реактор се наричат топлоотделящи елементи и се намират в активната зона във възлите на правилна решетка.
Според горивото си реакторите работят с:
- естествен уран
- слабо обогатен уран
- чист, делящ се изотоп

Химичният състав на горивото може да бъде метален уран, уранов диоксид и уранов карбид.
Основните технологични решения, използвани в практиката, са:
- реактор с вода под налягане (PWR) – с двуконтурно устройство, при което водата, охлаждаща горивото (уранов диоксид), загрява водата от втория контур, която задвижва парна турбина. Този тип реактори са широко използвани в много страни, включително в България.
- реактор с кипяща вода (BWR) – с едноконтурна схема, при която водата охлаждаща горивото (уранов диоксид) директно задвижва парна турбина. Също широко разпространен тип.
- реактор с тежка вода под налягане (CANDU, PHWR) – с двуконтурно устройство, при което в първия контур се използва тежка вода, а горивото е природен уран. Използван е главно в Канада и Румъния, но също и отделни реактори в някои други страни.
- канален реактор с висока мощност (LWGR, РБМК) – с едноконтурно устройство и специфично разположение на горивото (слабо обогатен уран) в графитни блокове, позволяващо презареждане без спиране на реактора и улесняващо производството на материали за ядрени оръжия. В експлоатация са само в Русия и Украйна.
- реактор на бързи неутрони (БН, FBR) – с триконтурна схема с течен метал в двата вътрешни контура и паралелно производство на плутониево гориво. В експлоатация са само в Русия.

Според конструкциите
- корпусни
- канални

Според генерация на пара
- външен реактор
- кипящ реактор